# سمنية (فصيلة)
السُّمْنِيَّةُ (الاسم العلمي: Turdidae) هي فصيلة من الطيور تتبع رتبة العصفوريات، تضم هذه الفصيلة 328 نوعًا، يُطلق على أفراد هذه الفصيلة اسم السُّمَّان أو السُّمْنَان (المفرد: سُمْنَة)، وهي طيور يتراوح حجمها بين الصغير والمتوسط ومنها ما يعيش طائرا معظم وقته، ومنها ما يتغذى على الأرض ويتراوح طول الطائر من هذه العائلة ما بين 11 سم، و33 سم والوزن ما بين 80 و220 جم. هي طيور حية على الأرض صغيرة إلى متوسطة الحجم تتغذى على الحشرات واللافقاريات الأخرى و الفاكهة. تم تسمية بعض الأنواع غير ذات الصلة حول العالم بعد مرض القلاع نظرًا لتشابهها مع الطيور في هذه العائلة.